# Marietta-Alderwood
Marietta-Alderwood é uma Região censo-designada localizada no estado norte-americano de Washington, no Condado de Whatcom.

## Demografia
Segundo o censo norte-americano de 2000, a sua população era de 3594 habitantes.

## Geografia
De acordo com o United States Census Bureau tem uma área de
19,2 km², dos quais 15,5 km² cobertos por terra e 3,7 km² cobertos por água.

## Localidades na vizinhança
O diagrama seguinte representa as localidades num raio de 20 km ao redor de Marietta-Alderwood.